# Dioscorea cyphocarpa
Dioscorea cyphocarpa är en enhjärtbladig växtart som beskrevs av Charles Budd Robinson och Paul Erich Otto Wilhelm Knuth. Dioscorea cyphocarpa ingår i släktet Dioscorea och familjen Dioscoreaceae. Inga underarter finns listade i Catalogue of Life.